# Das Geheimnis der Hebamme
Das Geheimnis der Hebamme ist ein deutsch-österreichisch-tschechischer Fernsehfilm des SWR aus dem Jahr 2016 vom Regisseur Roland Suso Richter mit Ruby O. Fee in der Hauptrolle.
Vorlage ist der Roman Das Geheimnis der Hebamme von Sabine Ebert, der erste Band ihrer Historienroman-Reihe um eine junge heilkundige Frau im 12. Jahrhundert. Der Film wurde erstmals am 25. März 2016 ausgestrahlt. Die Dreharbeiten fanden teilweise in Tschechien statt.

## Handlung
Der Film spielt Ende des 12. Jahrhunderts in Sachsen. Die heilkundige Marthe besitzt medizinische und seherische Fähigkeiten. Ihre Mutter wurde als Hexe ertränkt und auch ihr drohte der Tod, nachdem sie der schwangeren Frau eines Adligen nicht helfen konnte. Sie schließt sich fränkischen Siedlern an, die beim Markgrafen von Meißen eine neue Heimat finden. Anführer ist der Ritter Christian, der im Lauf der Handlung eine Liebesbeziehung zu Marthe entwickelt. Diese heiratete allerdings vorher den Dorfbewohner Wiprecht, der gegen Ende des Films Opfer des Zwists zwischen Randolf und Christian wird. 
Neben dem Dorf spielt die Handlung auf der Burg des Markgrafen von Meißen, an dem die Markgräfin Hedwig und Randolf, der als Heerführer des Markgrafen gegen Heinrich den Löwen von Ritter Christian verdrängt wurde und dessen erbitterter Feind ist, Intrigen spinnen. Marthe wird von Hedwig eingespannt, um ihren kränklichen Sohn zu heilen. Nachdem im Dorf Silber entdeckt worden ist, werden die Dorfbewohner im Bergbau eingespannt unter Leitung von Christian. Als auch Randolf als Vogt mit der Überwachung des Bergbaus in der Nachbarschaft beauftragt wird, kommt es zu Streitigkeiten. In Abwesenheit von Christian lässt Randolf zwei Dorfbewohner auspeitschen und provoziert so nach dessen Rückkehr einen Zweikampf mit Christian. Außerdem versucht er Marthe zu ertränken. Randolfs Plan geht schief und er wird vom Markgrafen zu einer Pilgerfahrt ins Heilige Land verurteilt. Am Ende heiraten Marthe und Christian mit Billigung des Markgrafen und Christian erhält ein erbliches Lehen.

## Produktion
Die Dreharbeiten fanden vom 9. September bis zum 4. Dezember 2014 statt. Produziert wurde der Film von der deutschen Bavaria Fiction, Koproduzenten waren die österreichische Lotus Film und die tschechische Wilma Film. Für das Szenenbild zeichnete Jana Karen verantwortlich und für das Maskenbild Michaela Payer. Kostümbildnerin war Uli Fessler und Kostümausstatter Lambert Hofer Kostümverleih.
Gedreht wurde der Film in Tschechien und Österreich. Drehorte waren die Burg Kost und die Burg Hardegg.
Arbeitstitel war Marthes Geheimnis.

## Kritik
„Spannendes, überzeugend gespieltes (Fernseh-)Historiendrama, das mit inszenatorisch eher bescheidenen Mitteln Abenteuer und Feuerzauber mischt.“